# Hertogdom Florence
Het hertogdom Florence (16e-eeuws Florentijns: Ducato di Fiorenza) was een Noord-Italiaanse staat in de 16e eeuw, met als hoofdstad Florence. Het volgde in 1531 de Florentijnse Republiek (Repubblica fiorentina) op, en werd in 1569 verheven tot groothertogdom Toscane (Granducato di Toscana). 
De machtige en rijke Medici-familie leverde de hertogen van Florence. De eerste was Alessandro de' Medici in 1531, die al sinds 1523 heer van Florence was geweest, maar in het tijdperk 1527-1530 moest wijken voor een republikeinse heropleving. In 1555 annexeerde Florence zijn rivaal de Republiek Siena, in 1565 ook Pistoia. Paus Pius V  schonk  de Florentijnse hertog Cosimo I de' Medici in 1569 de nieuwe titel groothertog; het vorstendom verruilde de naam Florence (de stad) voor Toscane (het land).